# NGC 1809

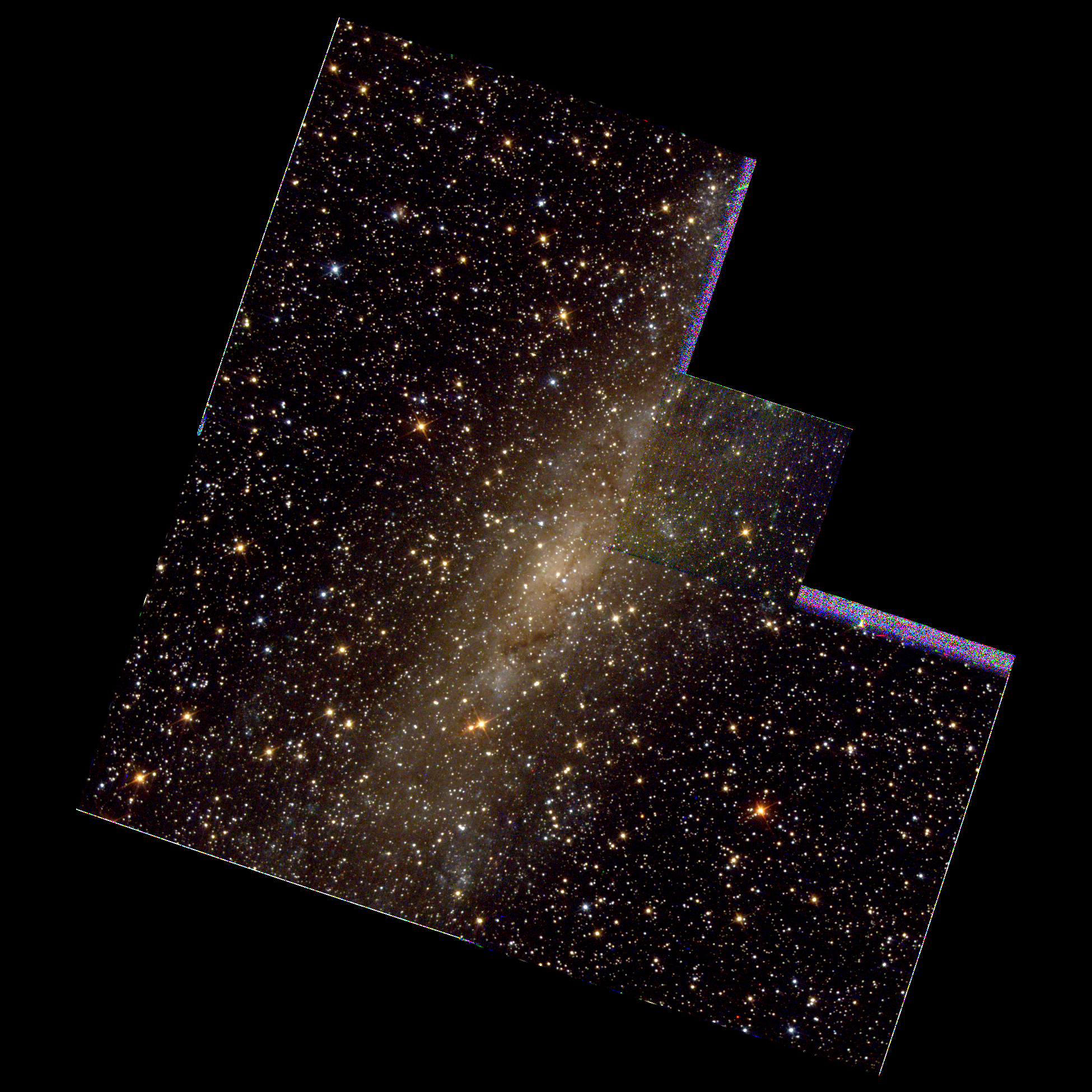
NGC 1809 par le télescope spatial Hubble.

NGC 1809 est une galaxie spirale située dans la constellation de la Dorade. NGC 1809 a été découverte par l'astronome britannique John Herschel en 1834.

## Caractéristiques
Sa vitesse par rapport au fond diffus cosmologique est de 1 337 ± 5 km/s, ce qui correspond à une distance de Hubble de 19,7 ± 1,4 Mpc (∼64,3 millions d'al).
À ce jour, une mesure non basée sur le décalage vers le rouge (redshift) donne une distance d'environ 14,700 Mpc (∼47,9 millions d'al). Cette valeur est à l'extérieur mais compatible avec les valeurs de la distance de Hubble. Puisque cette galaxie est relativement rapprochée du Groupe local, il est probable que cette valeur soit plus près de la distance réelle de NGC 1809. Notons que c'est avec la valeur moyenne des mesures indépendantes, lorsqu'elles existent, que la base de données NASA/IPAC calcule le diamètre d'une galaxie.
La classe de luminosité de NGC 1809 est III et elle présente une large raie HI.